# Список дипломатических и консульских представительств в Армении

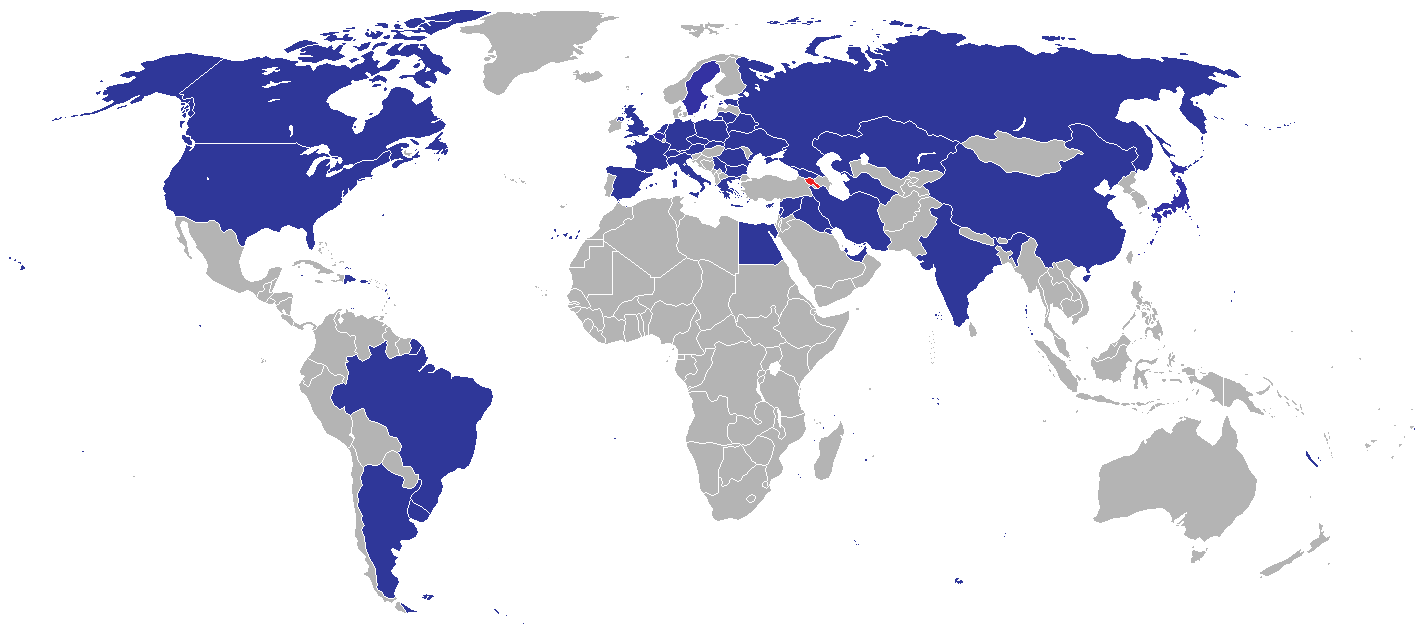
Карта дипломатических миссий в Армении

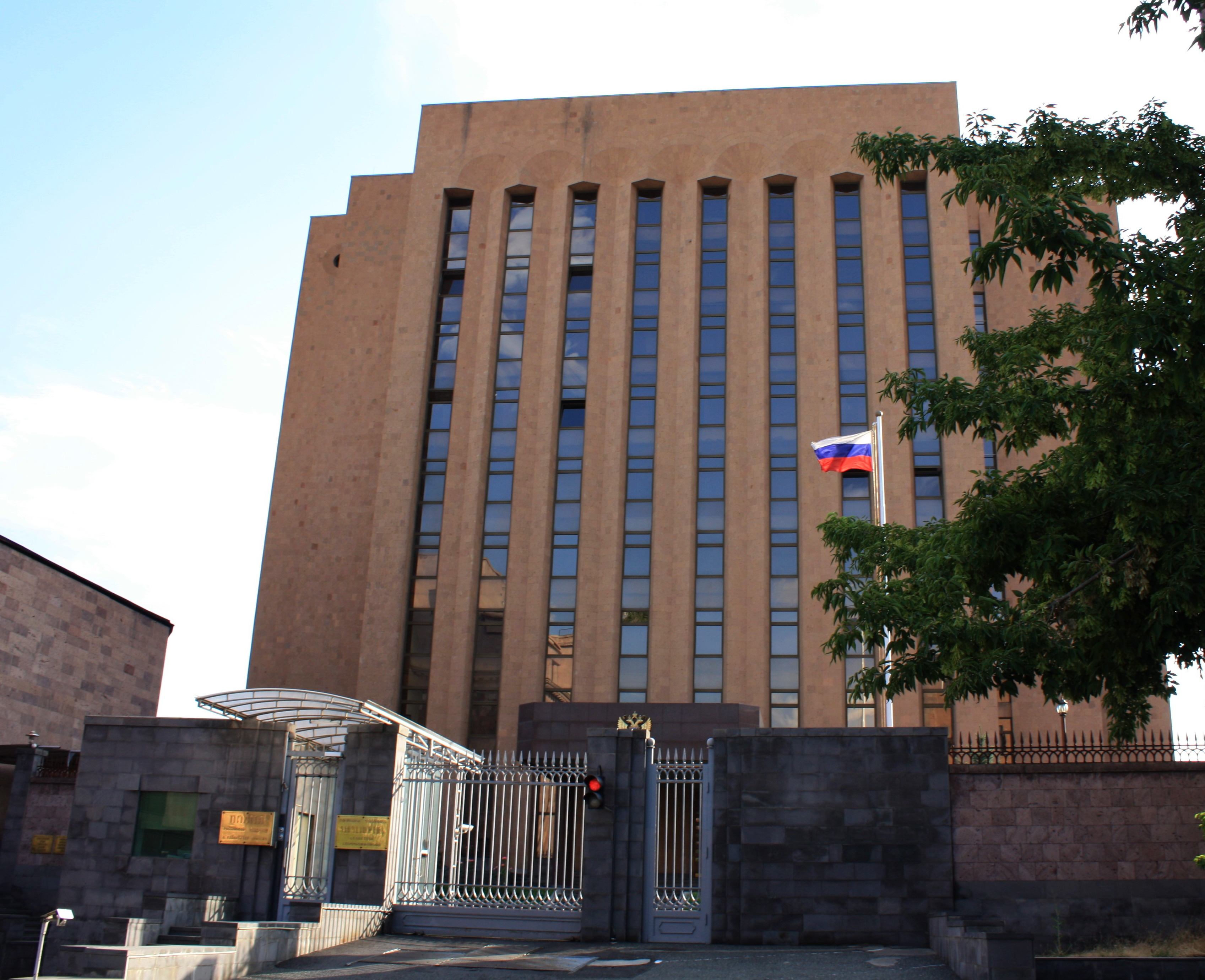
Российское посольство в Ереване.

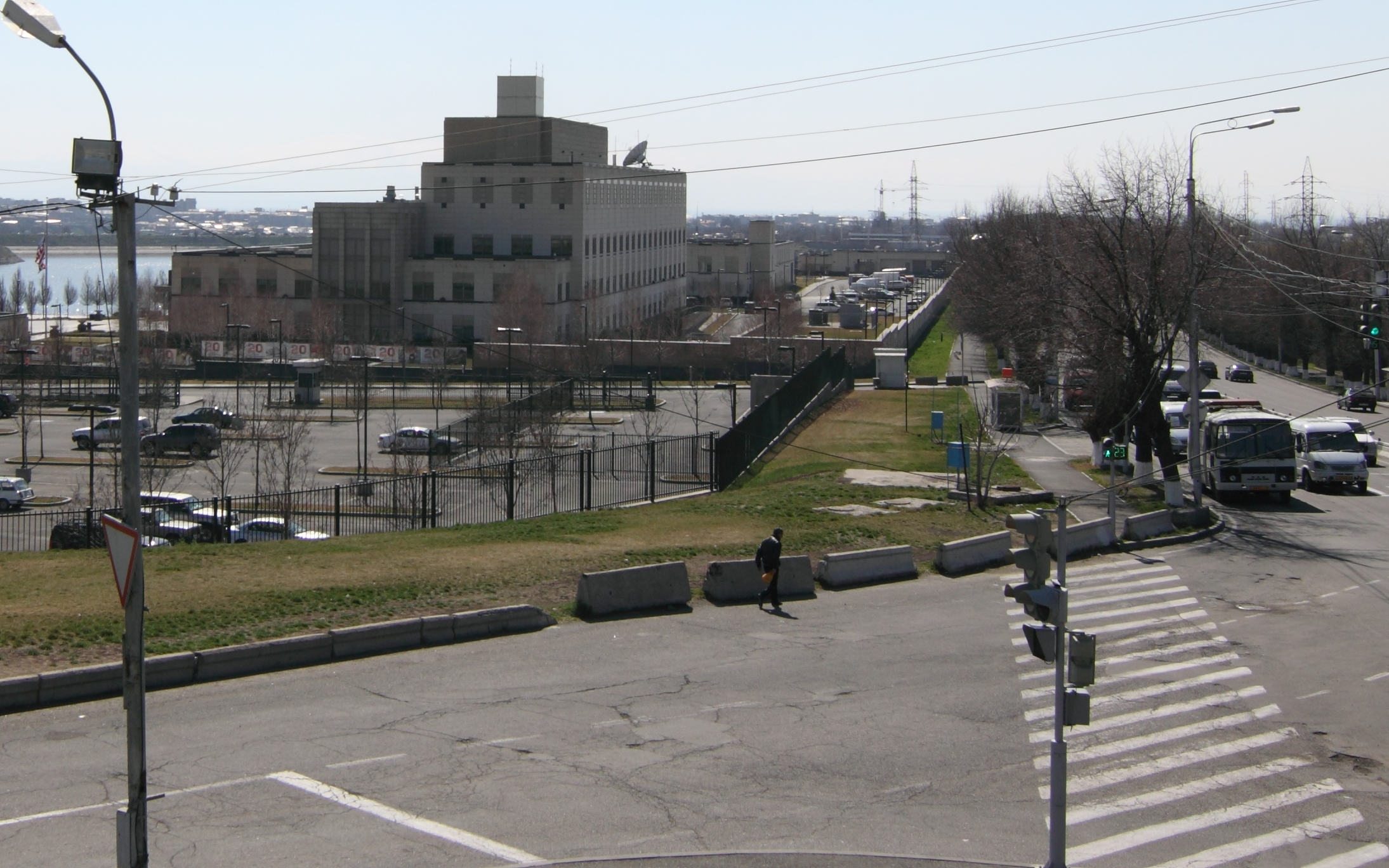
Американское посольство в Ереване.

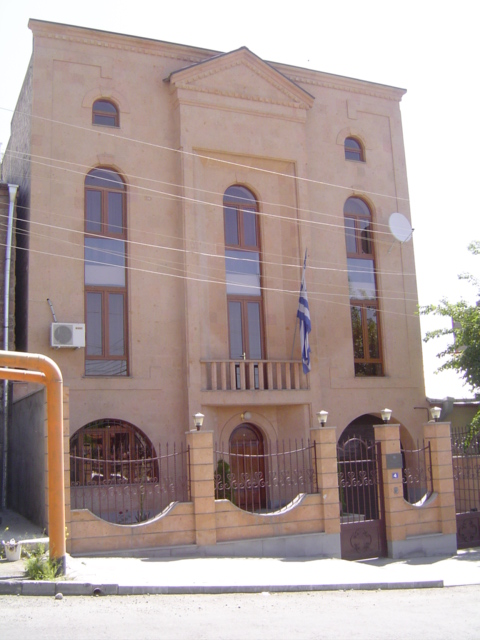
Греческое посольство в Ереване.

Это список дипломатических миссий в Армении. В настоящее время в столице армянского государства находится 43 посольства.

## Посольства вЕреване
| - Аргентина - Беларусь - Болгария - Бразилия - Ватикан - Великобритания - Германия - Греция - Грузия - Египет - Индия - Иран - Ирак - Италия - Казахстан - Канада - Катар - Китай - Кипр - Кувейт | - Ливан - Литва - Нидерланды - Польша - Россия - Румыния - Словакия - Сербия - Сирия - США - Туркменистан - Украина - Уругвай - Франция - Чехия - Швейцария - Швеция - ОАЭ - Япония |

## Миссии / Представительства
- Австрия
- Европейский союз
- Доминиканская Республика
- Испания
- НКР (Постоянное представительство)

## Консульства
- Беларусь
- Иран (генеральное консульство в Капане)
- Германия
- Италия
- Россия (генеральное консульство в Гюмри)
- Украина.

## Почётные консульства
| - Венгрия (почётный консул в Ереване) - Индонезия (почётный консул в Ереване) - Ирландия (почётный консул в Ереване) - Дания (почётный консул в Ереване) - Израиль (почётный консул в Ереване) - Испания (почётный консул в Ереване) - Италия (почётный консул в Ереване) - Италия (почётный консул в Гюмри) - Канада (почётный консул в Ереване) - Кыргызстан (почётный консул в Ереване) - Республика Корея (почётный консул в Ереване) - Латвия (почётный консул в Ереване) - Литва (почётный консул в Ереване) - Марокко (почётный консул в Ереване) | - Мальта (почётный консул в Ереване) - Мексика (почётный консул в Ереване) - Хорватия (почётный консул в Ереване) - Норвегия (почётный консул в Ереване) - Сан-Марино (почётный консул в Ереване) - Шри-Ланка (почётный консул в Ереване) - Сербия (почётный консул в Ереване) - Словакия (почётный консул в Ереване) - Словения (почётный консул в Ереване) - Таиланд (почётный консул в Ереване) - Уругвай (почётный консул в Ереване) - Филиппины (почётный консул в Ереване) - Финляндия (почётный консул в Ереване) - Швеция (почётный консул в Ереване) - Эстония (почётный консул в Ереване) |

## Торговое представительство вЕреване
- Китай

## Резиденция посла в Армении расположена за пределамиРеспублики Армения
| - Австралия (Москва) - Австрия (Вена) - Албания (Афины) - Алжир (Москва) - Ангола (Москва) - Афганистан (Москва) - Бенин (Москва) - Бельгия (Москва) - Босния и Герцеговина (Москва) - Венгрия (Тбилиси) - Венесуэла (Москва) - Вьетнам (Москва) - Гана (Москва) - Гватемала (Москва) - Дания (Киев) - Замбия (Москва) - Израиль (Иерусалим и Тбилиси) - Индонезия (Киев) - Ирландия (София) - Испания (Москва) - Камбоджа (Москва) - Камерун (Москва) - Катар (Тегеран) - Кипр (Москва) - Кыргызстан (Москва) - КНДР (Москва) - Республика Корея (Москва) - Куба (Москва) - Латвия (Вена) - Ливия (Москва) - Малайзия (Москва) | - Мальта (Варшава) - Марокко (Киев) - Мексика (Москва) - Молдова (Москва) - Непал (Москва) - Нигерия (Тегеран) - Нидерланды (Тбилиси) - Норвегия (Москва) - Оман (Москва) - Парагвай (Москва) - Португалия (Москва) - Сербия (Афины) - Словакия (Москва) - Словения (Киев) - Таиланд (Москва) - Тунис (Москва) - Узбекистан (Москва) - Уругвай (Москва) - Фиджи (Пекин) - Филиппины (Москва) - Финляндия (Хельсинки) - Хорватия (Афины) - Чехия (Тбилиси) - Чили (Москва) - Швеция (Тбилиси) - Шри-Ланка (Москва) - Эстония (Тбилиси) - ЮАР (Киев) |

## См.также
- Список дипломатических миссий Армении
- Внешняя политика Армении
- Дипломатические отношения Армении